# Перкота
Перкота (др.-греч. Περκώτη) — город древней Мисии на южной (азиатской) берегу Геллеспонта, к северо-востоку от Трои. Перкот упоминается несколько раз в древнегреческой мифологии, где он играет каждый раз очень незначительную роль. По преданию он был родиной знатного провидца по имени Мероп, также являвшегося его правителем. Мероп был отцом Арисбы (первой жены царя Приама, а затем жены царя Гиртакида), Клеиты (жены царя Кизика) и двух сыновей по имени Амфий и Адраст, которые сражались во время Троянской войны. Будучи союзником Трои, Перкот послал отряд на помощь царю Приаму во время Троянской войны — хотя этот отряд возглавляли не сыновья Меропа, а Асий, сын Гиртакида. Согласно гомеровской «Илиаде», один уроженец Перкота был ранен в Троянской войне Антилохом, два уроженца Перкота были убиты в Троянской войне Диомедом и Одиссеем. Меропиды (Амфий и Адраст) же возглавляли отряд из близлежащей к Перкоту Адрастеи. Племянник Приама, по имени Меланипп, сын Хицетаона, пас скот (быков) в Перкоте, согласно Гомеру.
Перкот упоминался многими античными авторами, в том числе Геродотом, Аррианом, Плинием Старшим, Аполлонием Родосским, Стефаном Византийским, а также в «Перипле Псевдо-Скилака». Согласно Фанию Эресскому Артаксеркс I дал Фемистоклу город Перкот с постельными принадлежностями для его дома (перкаль).
Перкот уже не существовал во времена Страбона, и в своей «Географии» он упоминает, что точное местоположение Перкота на берегу Геллеспонта неизвестно. Страбон также утверждал, что Перкот первоначально назывался Перкопом и что он был частью Троады. Жители Перкота (и соседних мест, таких как Арисба и Адрастея), по-видимому, не были ни троянцами, ни дарданцами, а происхождение Меропидов и Гиртацидов неясно.
Перкот располагался в 6,4 км к востоку от Умурбея (Азиатская Турция).